# Ceratinia neso
Espèce
Ceratinia neso est un insecte lépidoptère  de la famille des Nymphalidae, de la sous-famille des Danainae, tribu des Ithomiini et du genre Ceratinia.

## Historique et dénomination
- Ceratinia neso a été décrit par l'entomologiste allemand Jacob Hübner en 1806 sous le nom initial de Nereis neso [1].
- La localité type est le Brésil[2].

### Synonymie
- Nereis neso protonyme

### Nom vernaculaire
Ceratinia  neso se nomme Neso Tigerwing en anglais.

## Taxinomie
Sous-espèces
- Ceratinia neso neso ; présent au Brésil

Synonymie pour cette sous espèce
Ceratinia nise zikani (d'Almeida, 1956)
- Ceratinia neso espriella (Hewitson, 1868); présent en Équateur

Synonymie pour cette sous espèce
Ithomia espriella (Hewitson, 1868)
Ceratinia bisulca (Fox, 1945)
- Ceratinia neso hamlini (Weeks, 1906); présent au Venezuela.

Synonymie pour cette sous espèce
Ithomia hamlini (Weeks, 1906)
- Ceratinia neso nisea (Godart, 1819) présent au Surinam, en Guyana et en Guyane.

Synonymie pour cette sous espèce
Heliconia neso nisea (Godart, 1819)
Papilio selene (Cramer, 1780)
- Ceratinia neso niselina (Zikán, 1941)

Synonymie pour cette sous espèce
Calloleria neso niselina (Zikán, 1941)
- Ceratinia neso peruensis (Haensch, 1905); présent au Pérou.

Synonymie pour cette sous espèce
Calloleria neso peruensis (Haensch, 1905)
Calloleria nise tucumana (Köhler, 1929)
- Ceratinia neso tarapotis (Haensch, 1909); présent au Pérou.

Synonymie pour cette sous espèce
Calloleria neso tarapotis (Haensch, 1909)
- Ceratinia neso ssp[2].

## Description
Ceratinia  neso est un papillon d'une envergure de 45 mm à 60 mm, aux ailes à apex arrondi avec les ailes antérieures bien plus longues que les ailes postérieures. Les ailes antérieures ont une partie basale orangée et le reste de l'aile jaune avec un apex marron. Les ailes postérieures sont orangées avec une fine ligne marron en bordure et une ligne marron qui lui est parallèle,.
Le revers est semblable en plus clair avec une ligne de point blanc dans la marge marron.

## Écologie et distribution
Ceratinia neso est présent en Équateur,  au Pérou, au Brésil,au Venezuela, au Surinam, en Guyana et en Guyane.

### Biotope
Il réside en sous-bois.

### Protection
Pas de statut de protection particulier.